# Shuvosauridae
De Shuvosauridae zijn een familie van uitgestorven op Theropoda lijkende Pseudosuchia binnen de clade Poposauroidea. Shuvosauriden leefden in Noord-Amerika (Verenigde Staten) en Zuid-Amerika (Argentinië) tijdens het Laat-Trias (Laat-Carnien tot Rhaetien). Shuvosauridae werd in 1993 benoemd door Sankar Chatterjee om het geslacht Shuvosaurus in op te nemen.
In een onderzoek uit 2007 werd aangetoond dat Chatterjeea een jonger synoniem is van Shuvosaurus en de cladistische analyse daarin wees uit dat Shuvosaurus, Effigia en Sillosuchus samen een nauw verwante groep vormen. Deze groep werd echter naamloos gelaten en werd eenvoudigweg Groep Y genoemd. In 1995 was een Chatterjeeidae benoemd door Long and Murry. Echter, in overeenstemming met de ICZN-regels voor naamgevingsprioriteit heeft Shuvosauridae voorrang op Chatterjeeidae. De Shuvosauridae werden immers benoemd in 1993, terwijl Chatterjeeidae in 1995 werd benoemd. In 2011 stelde Sterling J. Nesbitt een definitie voor deze clade voor: de groep bestaande uit de laatste gemeenschappelijke voorouder van Shuvosaurus inexpectatus Chatterjee, 1993 en Sillosuchus longicervix Alcober en Parrish, 1997; en al zijn afstammelingen.